# تومومی ماتسو
تومومی ماتسو (انگلیسی: Tomomi Matsuo؛ زادهٔ ۱۵ اوت ۱۹۶۸) بدمینتون‌باز زن اهل ژاپن بود.